# 고맙습니다 (드라마)
《고맙습니다》는 MBC에서 2007년 3월 21일부터 2007년 5월 10일까지 방영된 수목 미니시리즈이며, 수혈로 인해 에이즈에 걸린 봄이, 미혼모 영신, 아버지의 의료사고와 여동생의 죽음으로 사회에 냉소적인 천재의사 기서 등 사회적 편견에 상처받은 약자들을 주인공으로 한 드라마이다.
한편, 주인공들이 서로를 감싸안으며 가족이 되어가는 과정을 감동적으로 그려냈다는 호평을 받아 2007년 12월 열린 제 20회 한국방송작가상 드라마 부문 수상의 연예를 안았다. 하지만 싸이더스HQ 소속사 배우들이 무더기로 출연하면서 ‘사내 드라마’라는 비아냥도 받아야 했다.

## 등장 인물

### 주요 인물
- 장혁 : 민기서(29세) 역 - 외과 레지던트 4년차
- 공효진 : 이영신(27세) 역 - 봄을 기다리는 밀감 닷컴 사장
- 서신애 : 이봄(8세) 역 - 초등학교 1학년생, 영신의 딸
- 신성록 : 최석현(27세) 역 - 영신의 초중교 동창, 신생 D그룹 유망한 직원
- 신구 : 이 노인(이병국)(70세) 역 - 별명 미스타리, 영신의 할아버지, 치매환자

### 영신네 사람들
- 유민호 : 이영우 역 - 영신의 동생

### 기서네 사람들
- 최강희 : 차지민 역 - 기서의 연인, 레지던트 3년차 (특별출연)
- 길용우 : 민준호 역 - 기서의 아버지, 전직 외과의사, 현재 개인택시 기사
- 홍여진 : 강혜정 역 - 기서의 어머니, 신생 D그룹 오너

### 석현네 사람들
- 김성은 : 서은희 역 - 석현의 약혼녀, 첼로 전공, 국립 관현악단 단원
- 강부자 : 강국자 역 - 석현의 어머니
- 양현우 : 최용주 역 - 푸른 분교 3학년, 석현의 조카, 봄이가 짝사랑함.

### 푸른도 사람들
- 류승수 : 오종수 역 - 보건소 의사
- 조미령 : 박소란 역 - 영신과 단짝인 동네 언니, 보건소 간호사
- 김하균 : 박택동 역 - 마을 청년회 회장
- 김기방 : 송두섭 역 - 영신과 석현의 초중교 후배, 고교 중퇴, 백수
- 전원주 : 송창자 역 - 두섭의 어머니, 낡은 모텔 운영

### 그 외 인물
- 원미원 : 수술하는 환자의 어머니 역
- 이은철 : 마약을 달라고 하는 남자 역
- 유준석
- 유정석 : 영석 역 - 기서의 후배의사
- 최윤정 : 스쿠터 타고 배달가다 사고난 여자 역
- 박혁민 : 스쿠터 타고 배달가다 사고난 여자의 보호자 역
- 권영경 : 수술하는 환자의 부인 역
- 이종구 : 검정고시 보는 할아버지 역
- 강상구 : 트랙터 사고를 당한 남자 역 - 보람의 아빠
- 김성훈 : 기서의 싸움을 말리는 의사 역
- 김현정 : 간호사 역
- 조성희 : 의사 역
- 홍예령
- 김진양 : 중태의 엄마 역 - 일명 '황마담'
- 박미숙 : 신발가게 직원 역
- 강인아 : 아이 신발을 훔쳐간 여자 역
- 강철성 : 김 비서 역
- 심민
- 이인철 : 고필두 역 - 땅을 안판다는 남자
- 정한헌
- 전성애 : 고필두의 부인 역
- 강수영
- 황태광 : 조성구 역 - 영신의 맞선남
- 백민주
- 구혜령 : 보람의 엄마 역
- 김민채 : 은찬의 엄마 역
- 김선녀 : 김 공장에서 일하는 여자 역
- 최윤준 : 김 기사 역
- 김추월 : 마을사람 역
- 엄효섭 : 박소란의 남편 역 - 봄이네 담임선생님
- 고진명 : 이 사장 역
- 김광인

### 아역
- 서수현
- 이동호
- 유연미 : 보람 역
- 박유선
- 김승욱 : 동자승 역
- 박준목 : 아이 신발을 훔쳐간 여자의 아들 역
- 최우혁
- 이한나
- 이동혁
- 서라헬

### 특별 출연
- 장용 : 차지민의 아버지 역 - 의사
- 김수로 : 오종수의 형 역

## 시청률
최저 시청률과 최고 시청률은 시청률 조사회사와 지역별로 시청률에 차이가 있을 수 있습니다.
| 2007년      | 2007년      | 2007년         | 2007년       | 2007년         | 2007년       |
| 회차        | 방송일      | TNmS 시청률    | TNmS 시청률  | AGB 시청률     | AGB 시청률   |
| 회차        | 방송일      | 대한민국(전국) | 서울(수도권) | 대한민국(전국) | 서울(수도권) |
| ----------- | ----------- | -------------- | ------------ | -------------- | ------------ |
| 제1회       | 3월 21일    | 13.5%          | 14.5%        | 12.6%          | 13.2%        |
| 제2회       | 3월 22일    | 14.6%          | 15.6%        | 14.3%          | 15.5%        |
| 제3회       | 3월 28일    | 13.7%          | 14.9%        | 13.1%          | 14.3%        |
| 제4회       | 3월 29일    | 15.3%          | 15.3%        | 14.8%          | 15.8%        |
| 제5회       | 4월 4일     | 13.4%          | 14.1%        | 13.9%          | 14.5%        |
| 제6회       | 4월 5일     | 15.4%          | 16.3%        | 15.1%          | 15.9%        |
| 제7회       | 4월 11일    | 14.6%          | 15.8%        | 14.6%          | 16.2%        |
| 제8회       | 4월 12일    | 16.2%          | 17.0%        | 16.0%          | 17.9%        |
| 제9회       | 4월 18일    | 16.0%          | 17.3%        | 17.4%          | 19.7%        |
| 제10회      | 4월 19일    | 17.2%          | 18.4%        | 18.5%          | 20.3%        |
| 제11회      | 4월 25일    | 17.1%          | 17.7%        | 17.2%          | 19.4%        |
| 제12회      | 4월 26일    | 16.8%          | 17.2%        | 16.5%          | 17.8%        |
| 제13회      | 5월 2일     | 17.4%          | 18.3%        | 19.5%          | 21.9%        |
| 제14회      | 5월 3일     | 21.2%          | 24.0%        | 19.3%          | 21.2%        |
| 제15회      | 5월 9일     | 18.5%          | 19.5%        | 18.6%          | 19.9%        |
| 제16회      | 5월 10일    | 19.2%          | 20.6%        | 20.5%          | 22.7%        |
| 평균 시청률 | 평균 시청률 | 16.3%          | 17.3%        | 16.4%          | 17.9%        |

## 수상
- 2007년 한국방송작가상 드라마 부문상 이경희
- 2007년 MBC 연기대상 미니시리즈부문 황금연기상 장혁
- 2007년 MBC 연기대상 미니시리즈부문 여자 최우수상 공효진
- 2007년 MBC 연기대상 미니시리즈부문 공로상 신구
- 2007년 MBC 연기대상 아역상 서신애